# Vladimir Melanjin
Vladimir Mikhailovitj Melanjin (russisk: Владимир Михайлович Меланьин; født 1. december 1933 i Kirov oblast, død 10. august 1994) var en sovjetisk skiskytte.

## Idrætskarriere
Melanjin begyndte sin karriere i langrend, men da han kom ind i den sovjetiske hær, skiftede han til skiskydning. Hans stærkeste kort var dog stadig løbedelen, og den sikrede ham flere store resultater. I 1959 vandt han guld ved VM på 20 km og for hold, og ved vinter-OL 1960 i Squaw Valley blev han nummer fire på 20 km efter at have haft en af de bedste tider, hvor skydningen igen svigtede ham. I 1962 og 1963 vandt han igen VM på 20 km og for hold, og han var derfor stor favorit ved de olympiske vinterlege 1964 i Innsbruck. Han skød denne gang fejlfrit (hvilket var første gang, han gjorde det i en betydende konkurrence), og efter anden skydning lå han klart i spidsen, en plads han holdt til mål. Dered sikrede han sig guldet, mens hans landsmand Aleksandr Privalov fik sølv og nordmanden Olav Jordet bronze.
Han sluttede sin karriere med sølv i 1965 for hold samt bronze i stafetløbet ved samme VM. Alle hans hold- og stafetmedaljer var dog uofficielle på den tid.